# Kama Sutra

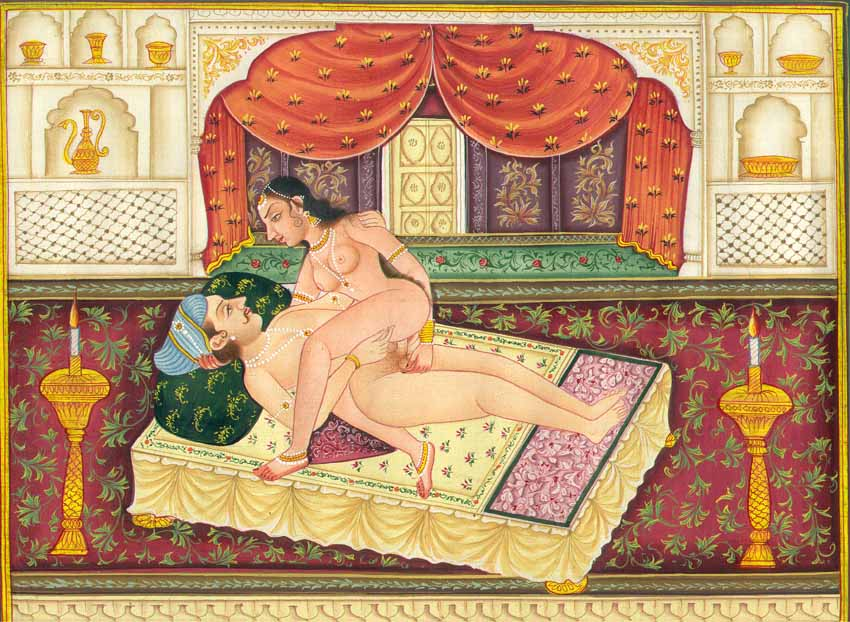
En samlagsställning från Kamasutra.

Kamasutra (sanskrit: कामसूत्र, Kāmasūtra) är standardverket för sex, erotik och känslomässig tillfredsställelse i den hinduistiska sanskritlitteraturen i Indien. Verkets fulla titel är Vātsyāyana Kāmasūtram, vilket översätts till "Aforismer om kärlek, av Vatsyayana".

## Bakgrund
Boken tros vara skriven någon gång mellan första århundradet f.Kr. och 500-talet, och är en manual för praktiskt sexuellt umgänge mellan man och kvinna. Den har reproducerats i otaliga utgåvor i de flesta länder och på de flesta språk, med illustrationerna avmålade av många olika konstnärer och läror eller fotograferade i olika stilar. Illustrationerna visar till exempel erogena zoner, olika samlagsställningar och sensuella massagetekniker.
Kamasutra innehåller flera intima vägar till lycka, där den faktiska sexualakten bara är den som lyfts fram av de sensuella eller sexuella handlingarna. Att boken specifikt handlar om sensualitet, sexualitet och den intima relationen mellan en man och en kvinna har dock vissa i västvärlden ibland påstått vara felaktigt. Dessa kritiker menar att västerlänningar endast tagit fasta på sex och inte de andra vägarna. Detta argument kan möjligen bygga på att många i västvärldens moderna kultur ibland verkar ha svårt att förstå att sex i vissa andra tider och kulturer inte har varit något fult eller skambelagt.
Förutom de berömda kapitlen med sextekniker och ställningar beskriver boken till exempel hur man skall närma sig den man vill förföra, flirt och uppvaktning. Den beskriver hur man beter sig hövligt såväl före som under och efter kärleksakten, men även hur man får sin massör att ge oralsex samt tips på trolleritrick, recept på afrodisiaka och penisförstoringsmedel.